# Trifon Ivanov
Trifon Marinov Ivanov (Veliko Tărnovo, 27 luglio 1965 – Samovodene, 13 febbraio 2016) è stato un calciatore bulgaro, di ruolo difensore.

## Biografia
È morto nel 2016 all'età di 50 anni a seguito di un attacco cardiaco.

## Carriera
Difensore dotato di grande forza fisica nei contrasti e allo stesso tempo di rapidità sulle corsie laterali. Trifon Ivanov aveva una grande propensione offensiva sia per le sue frequenti proiezioni in avanti sia per il suo tiro potentissimo che gli permetteva di calciare dalla lunga distanza. Con la nazionale bulgara difficilmente tirava i calci piazzati spesso affidati al più preciso Stoičkov.
Giunto 22º nella classifica del Pallone d'oro nel 1996, assieme a campioni come Stoičkov, Lečkov, Kostadinov e Balăkov ha formato la cosiddetta "generazione d'oro" della nazionale bulgara nella metà degli anni Novanta, che conquistò il 4º posto al mondiale di Usa 1994, eliminando la Germania ai quarti di finale.

## Palmarès

### Club
- Campionato bulgaro: 3

CSKA Sofia: 1988-1989, 1989-1990, 1991-1992
- Coppa di Bulgaria: 1

CSKA Sofia:1988-1989
- Supercoppa di Bulgaria: 1

CSKA Sofia: 1989
- Campionato austriaco: 1

Rapid Vienna: 1995-1996

### Individuale
- Calciatore bulgaro dell'anno: 1

1996